# King Progress
King Progress è il primo album del gruppo musicale britannico Jackson Heights, pubblicato nel 1970 dalla Charisma Records.

## Descrizione
L'album contiene una nuova versione del brano The Cry of Eugene che il bandleader e produttore del gruppo, Lee Jackson, aveva originariamente inciso con The Nice, sul loro primo LP The Thoughts of Emerlist Davjack del 1968.
Subito dopo la pubblicazione del disco, la formazione che l'aveva registrato si sciolse: Jackson mantenne il nome del gruppo per altri tre album (1972-1973) incisi con Brian Chatton e John McBurnie, più vari turnisti.

## Tracce
Testi e musiche dei Jackson Heights, eccetto dove indicato.
Lato A
1. Mr. Screw – 3:18
2. Since I Last Saw You – 7:01
3. Sunshine Freak – 4:49
4. King Progress – 3:28

Lato B
1. Doubting Thomas – 4:14
2. Insomnia – 5:00
3. The Cry of Eugene – 7:54 (Keith Emerson, Lee Jackson, Davy O'List)

## Formazione
- Lee Jackson – chitarra folk, armonica a bocca, voce
- Charlie Harcourt – pianoforte, organo elettronico, clavicembalo, mellotron, chitarre, voce
- Tommy Slone – batteria e percussioni
- Mario Enrique Covarrubias Tapia – basso elettrico, chitarra classica, voce